# Confluens hamiltoni
Confluens hamiltoni är en nattsländeart som först beskrevs av Tillyard 1924.  Confluens hamiltoni ingår i släktet Confluens och familjen Conoesucidae. Inga underarter finns listade i Catalogue of Life.